# Mike Tyson's Punch-Out!!
Mike Tyson's Punch-Out!! is een computerspel dat werd ontwikkeld en uitgegeven door Nintendo. Het spel kwam in 1987 uit als arcadespel en voor de Nintendo Entertainment System. De laatste release volgende in 2013 voor de Wii U. Het spel is van het genre sportspel. De speler speelt Little Mac, een 17-jarige bokser in groene shorts, en moet zijn weg omhoog werken. Het doel is zo hoog op de ranglijst te stijgen zodat Mike Tyson uitgedaagd kan worden. Hiertoe moeten verschillende tegenstanders worden verslagen. Zodra de laatste tegenstanders verslagen is begint het spel weer opnieuw met dezelfde serie maar dan sterker. Het spel volgt de officiële boksregels. Als een bokser onderuit gaat en binnen tien seconden niet op zijn benen staat is deze knockout en als de bokser driemaal neer gaat is deze technisch knockout.

## Platforms
| Jaar | Platform                |
| ---- | ----------------------- |
| 1987 | Arcade, NES             |
| 2007 | Virtual Console (Wii)   |
| 2012 | Virtual Console (3DS)   |
| 2013 | Virtual Console (Wii U) |

## Ontvangst
Het spel werd volgens de Killer List of Videogames ingedeeld in de top 100 en het was het beste spel van 1987.
| Beoordeeld door                     | Platform            | Datum             | Score |
| ----------------------------------- | ------------------- | ----------------- | ----- |
| Just Games Retro                    | NES                 | 13 mei 2007       | 100%  |
| NES Archives                        | NES                 | 4 juni 2001       | 100%  |
| Digital Press - Classic Video Games | NES                 | 27 september 2005 | 95%   |
| Lens of Truth                       | NES                 | 18 mei 2009       | 85%   |
| Jeuxvideo.com                       | NES                 | 8 september 2010  | 85%   |
| Jeuxvideo.com                       | Wii Virtual Console | 8 september 2010  | 85%   |
| GameSpot                            | Wii Virtual Console | 17 april 2007     | 80%   |
| Retrogaming.it                      | NES                 | 24 april 2008     | 80%   |
| Retrogaming History                 | NES                 | 24 april 2008     | 80%   |
| Tilt                                | NES                 | januari 1988      | 70%   |

## Trivia
- Mario is de scheidsrechter in het spel.